# Okpogho
Okpogho este un oraș din statul Enugu, Nigeria. Are peste 100.000 de locuitori.